# Малахове (Миколаївський район)
Мала́хове (в минулому  — Себастіанфельд) — село в Україні, у Березанській селищній громаді Миколаївського району Миколаївської області. Населення становить 322 особи.

## Історія
Станом на 1886 у німецькій колонії Себастіанфельд Олександрфельдської волості Одеського повіту Херсонської губернії мешкало 216 осіб, налічувалось 43 дворових господарства, існувала школа.
7 (20) листопада 1917 року, відповідно до Третього Універсалу Української Центральної Ради, увійшло до складу Української Народної Республіки.  

## Уродженці села
- Леутський Корній Матвійович (1901–1988) — український біохімік, доктор біологічних наук, професор, заслужений діяч науки УРСР (1965).